# Chauliodites cancellatus

Chauliodites cancellatus  (лат.) — ископаемый вид насекомых из семейства Chaulioditidae (отряд Grylloblattida). Пермский период (Бабий Камень, ярус Мальцева, чансинский ярус, возраст находки 252—254 млн лет), Россия, Кемеровская область (54.4° N, 87,5° E).

## Описание
Длина переднего крыла — 11,8 мм.  Сестринские таксоны: Chauliodites durus, Ch. ramosus, Ch. issadensis, Ch. eskovi, Ch. afonini, Ch. ponomarenkoi. Вид был впервые описан в 2003 году российским палеоэнтомологом Д. С. Аристовым (Палеонтологический институт РАН, Москва) по ископаемым отпечаткам.